# 마티아스 슈바이크회퍼
마티아스 슈바이크회퍼(Matthias Schweighöfer, 1981년 3월 11일 ~ )는 독일의 배우이다.

## 작품 목록
- 로빈슨 크루소
- 스페셜 스쿼드
- 크루스크 - 파벨 소닌 역
- 100일동안 100가지로 100퍼센트 행복찾기 - 토니 역
- 아미 오브 더 데드 - 루드비히 디터 역
- 아미 오브 더 데드: 도둑들 - 루드비히 디터 역
- 엘리오 - 테그맨 대사 역